# Sala Mercè (Barcelona)
La Sala Mercè va ser un local d'espectacles creat per Lluís Graner i ubicat a la Rambla dels Estudis, 4 (actualment Rambla, 122) de Barcelona (vegeu casa Dolors de Perramon). Es va inaugurar el 3 de novembre del 1904.
Després d'haver vist el gran èxit que tenien les sales de cinema als Estats Units, Graner va decidir obrir-ne una a Espanya. Per dur-ho a terme va comptar amb l'ajuda del seu amic Gaudí. El nom de la sala feia honor a la Patrona de Barcelona.
La sala va ser decorada per Antoni Gaudí i estava concebuda com un "local d'art integral", una idea que el seu creador incorporava de les tendències wagnerianes del moment. Amb tot, la gran novetat era la incorporació del cinematògraf. Gaudí també va ser l'encarregat de dissenyar unes grutes al soterrani del local, inaugurades el 23 de desembre de 1904.
La Sala estava distribuïda en diferents espais: el vestíbul, la sala d'espera, la sala d'espectacles i el soterrani, on es van ubicar les Grutes Fantàstiques.
La sala d'espectacles tenia aproximadament una capacitat de 200 localitats, dissenyades en un pendent pronunciat per a facilitar la visibilitat de tots els espectadors. També tenia llotges laterals.
Durant el primer any la sala projectava cinema mut. I del 1905 al 1907 va programar versions musicals i diverses pel·lícules parlades com El dentista i El teléfono. Aquests films eren doblats en directe per les veus de persones que s'amagaven darrere de la pantalla. Entre el 1908 i el 1913 la sala funcionava com a cinematògraf.
Adrià Gual va ser l'encarregat de coordinar els espectacles que es presentaven degut a la gran experiència que tenia en espectacles teatrals. Moltes de les representacions que es duien a terme formaven part del Teatre Íntim de Gual.
Lluís Graner va deixar la Sala Mercè i va marxar a Amèrica. La sala va començar a funcionar associada a l'empresa Hispano Films. L'any 1913, Graner va tancar la sala perquè tenia deutes pendents, i a finals del 1915 va ser arrendada als Espectacles Patufet.
A partir d'aquí no n'hi ha constància fins al 31 de maig del 1936, dia en que s'inaugurà el Cine Atlántico al mateix lloc.

## Altres dades
- En una ocasió es va recrear una gruta amb una cascada d'aigua natural a l'escenari que va causar un gran impacte al públic.[6]
- El novembre de 1906, l'Ajuntament de Barcelona va atorgar una Medalla d'Or a la Sala Mercè "por ser el cinematógrafo de películas más fijas y claras".[3]
- Al vestíbul hi havia dues taquilles. Una era real i l'altra tenia un dimoni dintre que deia a la gent "Mortales que os reís de mí, todos vendréis a mi".[8]